# Musée du Trésor national de l'histoire de l'Ukraine
Le  musée du Trésor national de l'histoire de l'Ukraine (en ukrainien : Скарбниця Національного музею історії України ) de Kiev se situe au no 9 rue de la Laure, bâtiment no 12.

## Historique
Fondé en 1963 comme La Voûte d'Or alors dans le département du Musée historique d'État de la RSS d'Ukraine (Золота комора) puis comme Musée des joyaux historiques de l'Ukraine (Музей історичних коштовностей України) entre 1963 et 2021 il est inclus dans la Laure des Grottes de Kiev. Il conserve aussi une partie du Trésor de Martynivka.

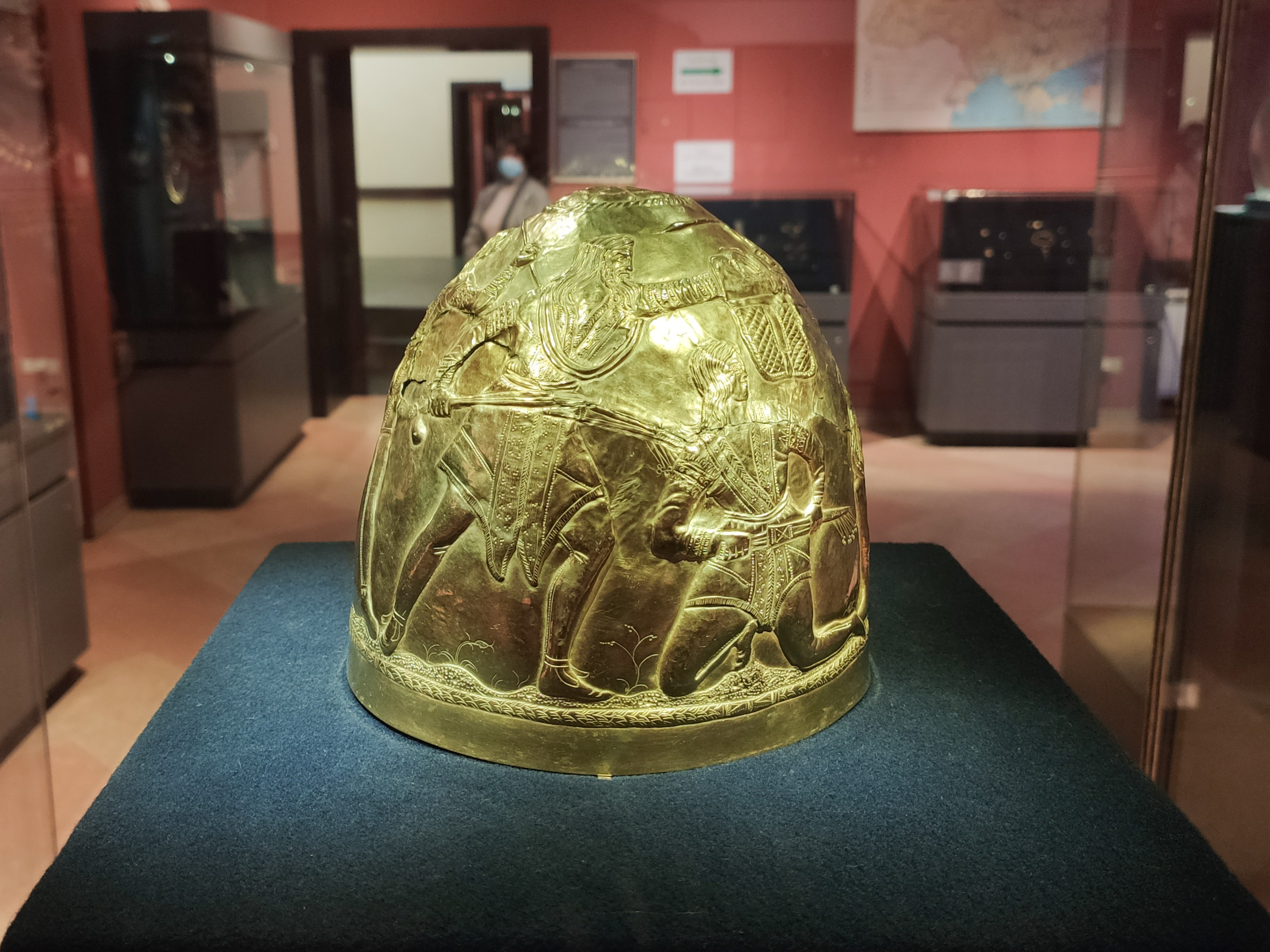
Casque et
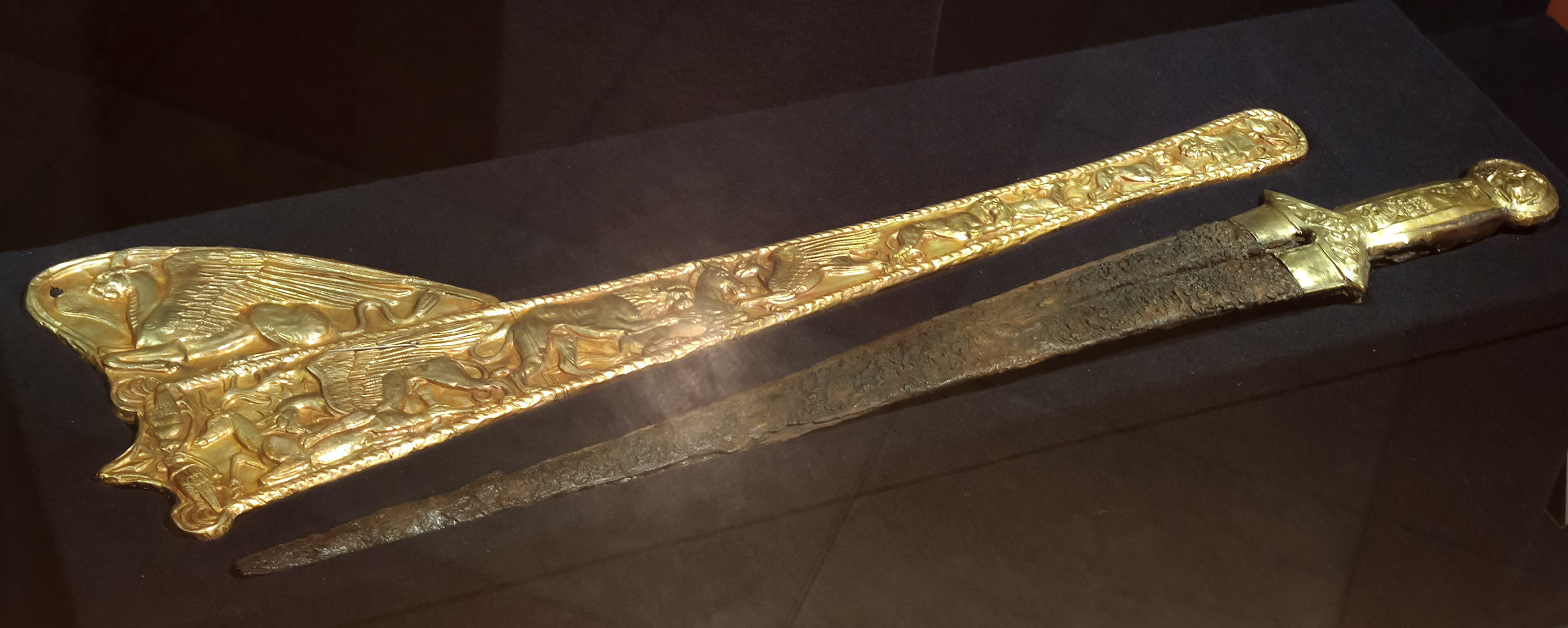
épée Scythe de Tovsta Mohyla.
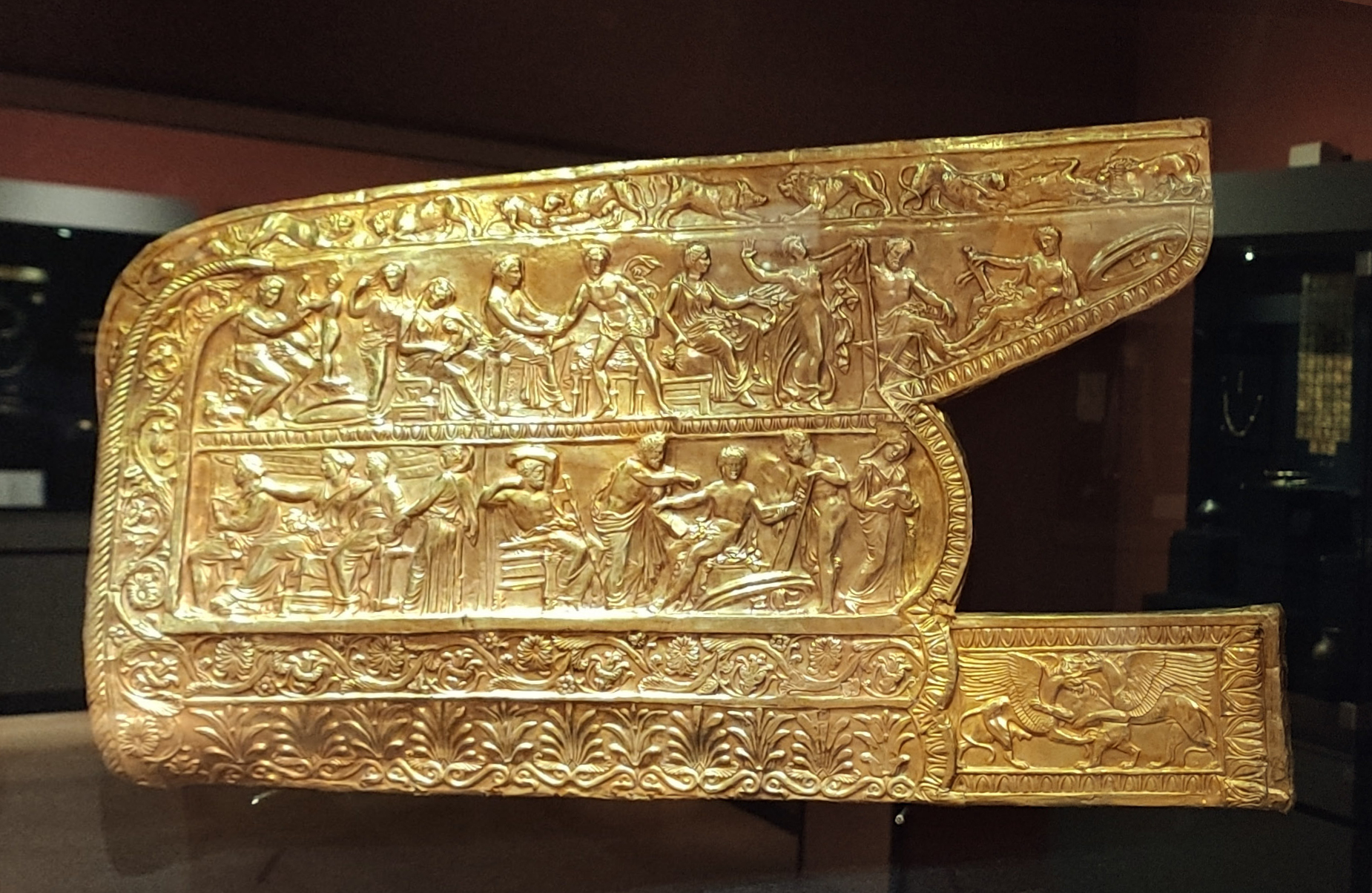
Carquois du Kourgane de Mélitopol.
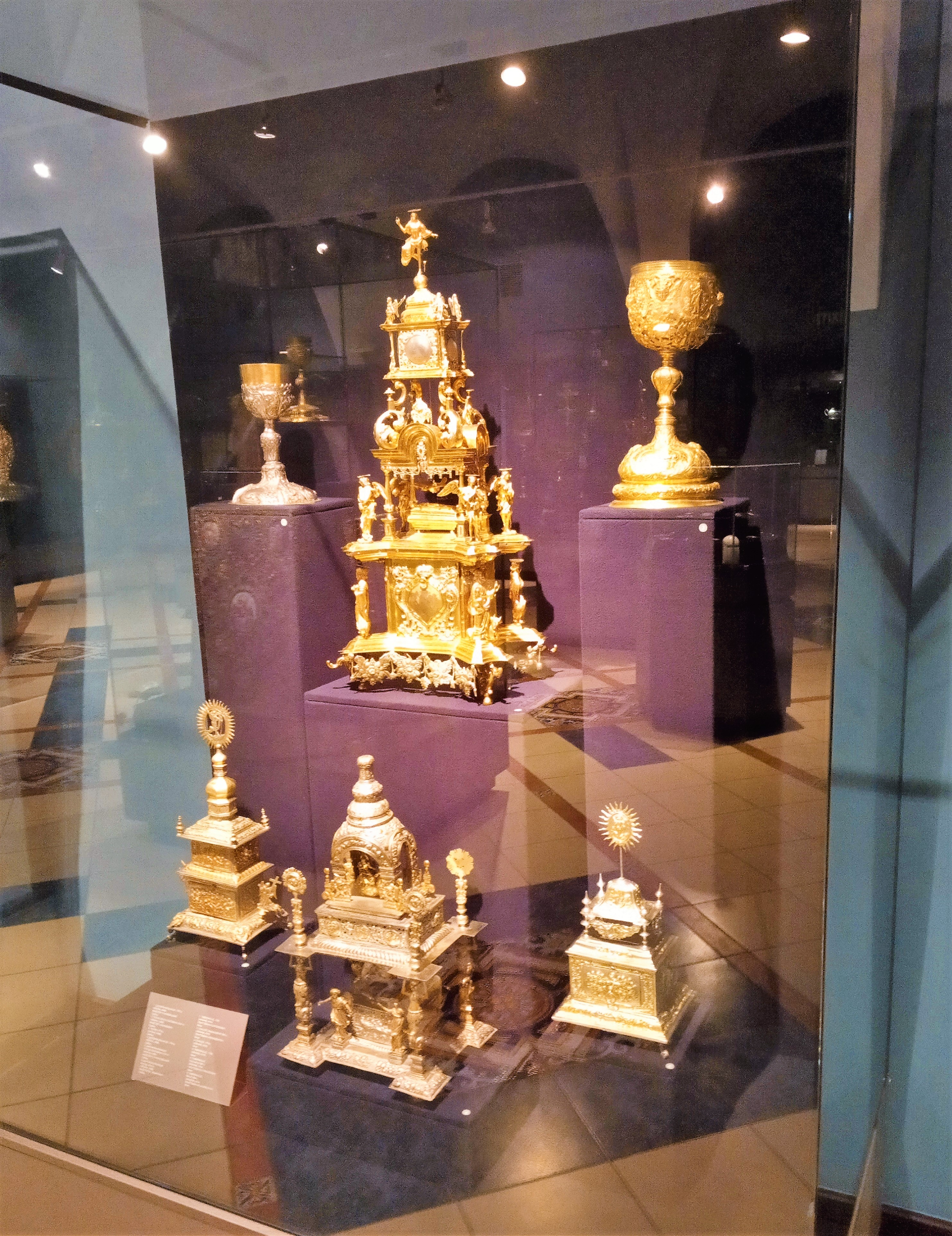
Une vitrine.
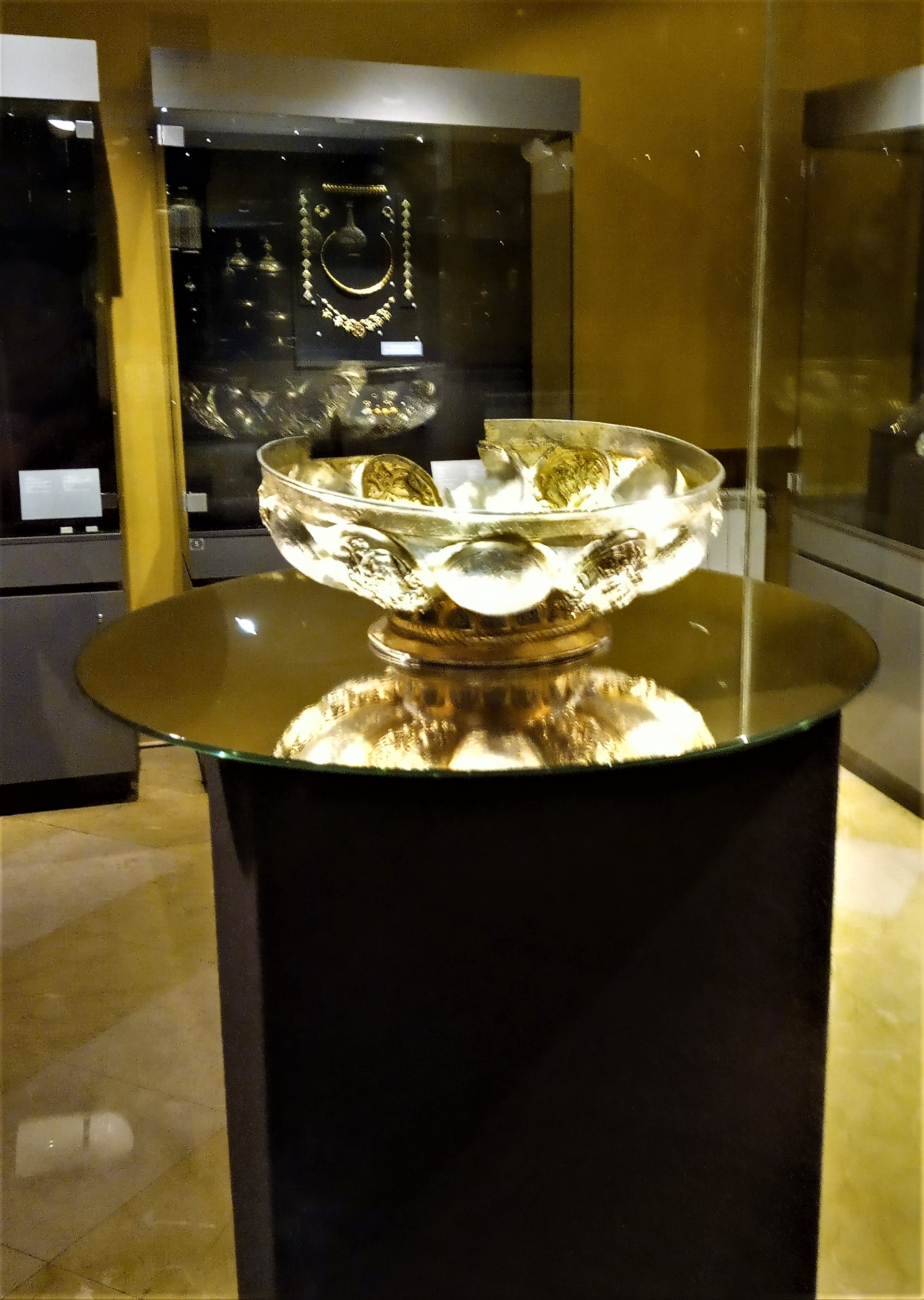
Une coupe.